# Semnán
Semnán (persa: سمنان, Semnān) es la capital de la provincia iraní de Semnán. Se encuentra localizada a 216 kilómetros al este de Teherán, a 1138 m s. n. m., y cuenta con una población de 153.680 habitantes según el censo de 2011.
- Datos: Q203045
- Multimedia: Semnan / Q203045